# Wapen van Engelen

Wapen van de voormalige gemeente Engelen

Het wapen van de voormalige gemeente Engelen werd op 18 april 1953 bij Koninklijk Besluit aan de voormalige Noord-Brabantse gemeente Engelen verleend. Het wapen bleef in gebruik als gemeentewapen tot 1 april 1971, toen Engelen opging in de gemeente 's-Hertogenbosch.

## Beschrijving
De beschrijving van het wapen luidt:
In azuur de aartsengel Yophiël in natuurlijke kleur, gevleugeld van zilver, dragende een mantel van hetzelfde, houdende in de rechterhand een vlammend zwaard van zilver, met gouden gevest, en in de linker een gesel van sabel, staande op een rotsgrond van goud.
De vorm van het wapen is een schild. De achtergrond van het wapen is azuurblauw, de kleur van het rijk. De afbeelding op het schild stelt een engel voor, vermoedelijk Engel Yophiël, die Adam en Eva uit het Aardse paradijs heeft verdreven. De engel heeft in de rechterhand een zwaard vast. In de linkerhand draagt het een gesel.

## Geschiedenis
Het is een zogenoemd sprekend wapen. De afbeelding is ontleend aan het zegel van de schepenbank. Hierop stond met zekerheid sinds 1614 de engel Yophiel afgebeeld.
Op 18 maart 1999 heeft de gemeenteraad van 's-Hertogenbosch besloten het wapen als dorpswapen in te stellen.